# Jennifer Gilbert
Pour les articles homonymes, voir Gilbert.
Jennifer Gilbert, née le 3 février 1992 à Saskatoon, est une joueuse canadienne de softball.

## Carrière
Avec l'équipe du Canada, elle remporte la médaille de bronze du Softball aux Jeux olympiques d'été de 2020 à Tokyo.